# Indigofera setosa
Indigofera setosa är en ärtväxtart som beskrevs av Nicholas Edward Brown. Indigofera setosa ingår i släktet indigosläktet, och familjen ärtväxter. Inga underarter finns listade i Catalogue of Life.